# Anjozorobe
Anjozorobe est une commune urbaine et chef-lieu de district malgache, située dans la région Analamanga et dans la province d'Antananarivo. Elle est distante d'Antananarivo de 90 km et est située sur la rive droite de la rivière Mananara, affluent du fleuve Betsiboka, le plus grand fleuve navigable de Madagascar.

## Présentation
Administrativement, c'est une sous-préfecture du district éponyme. Il est bordé au nord par la province de Majunga, à l'est par la province de Toamasina, à l'ouest par le district d'Ankazobe et au sud par le district de Manjakandriana.
Le corridor forestier d'Anjozorobe-Angavo bénéficie depuis décembre 2005 du statut d'aire naturelle protégée. Il sert de lit aux fleuves qui débouchent sur la côte. Son paysage accidenté a créé les chutes d'Ambohimanga sur le fleuve Mananara.

## Toponymie
Anjozorobe tire son nom de zoro dont le sens renvoie à deux dimensions caractéristiques de son identité :
- une dimension sacrée:

zoro entendu dans le sens d'angle sacré.
Dans la religion traditionnelle malgache, le nord-est représente le lieu saint par excellence, l'angle à partir duquel on communique avec Dieu et les ancêtres (razana en malgache).
On notera d'ailleurs avec intérêt que la commune voisine d'Anjozorofady portait le nom d'Andrainarivo, avant le martyre du bienheureux Jacques Berthieu en 1896.
- une dimension naturelle:

La région se distingue par son milieu naturel où prédominent les roseaux, zozoro en malgache, dans les marais.
Anjozorobe se traduirait par "là où il y a beaucoup de roseaux". Historiquement, les roseaux ont servi de refuge aux Menalamba pourchassés par les troupes coloniales entre 1895 et 1898.
Cette double dimension d'Anjozorobe à la fois sacrée et naturelle se résume dans la devise adoptée par la commune : Sacré-Nature-Développement

## Géographie

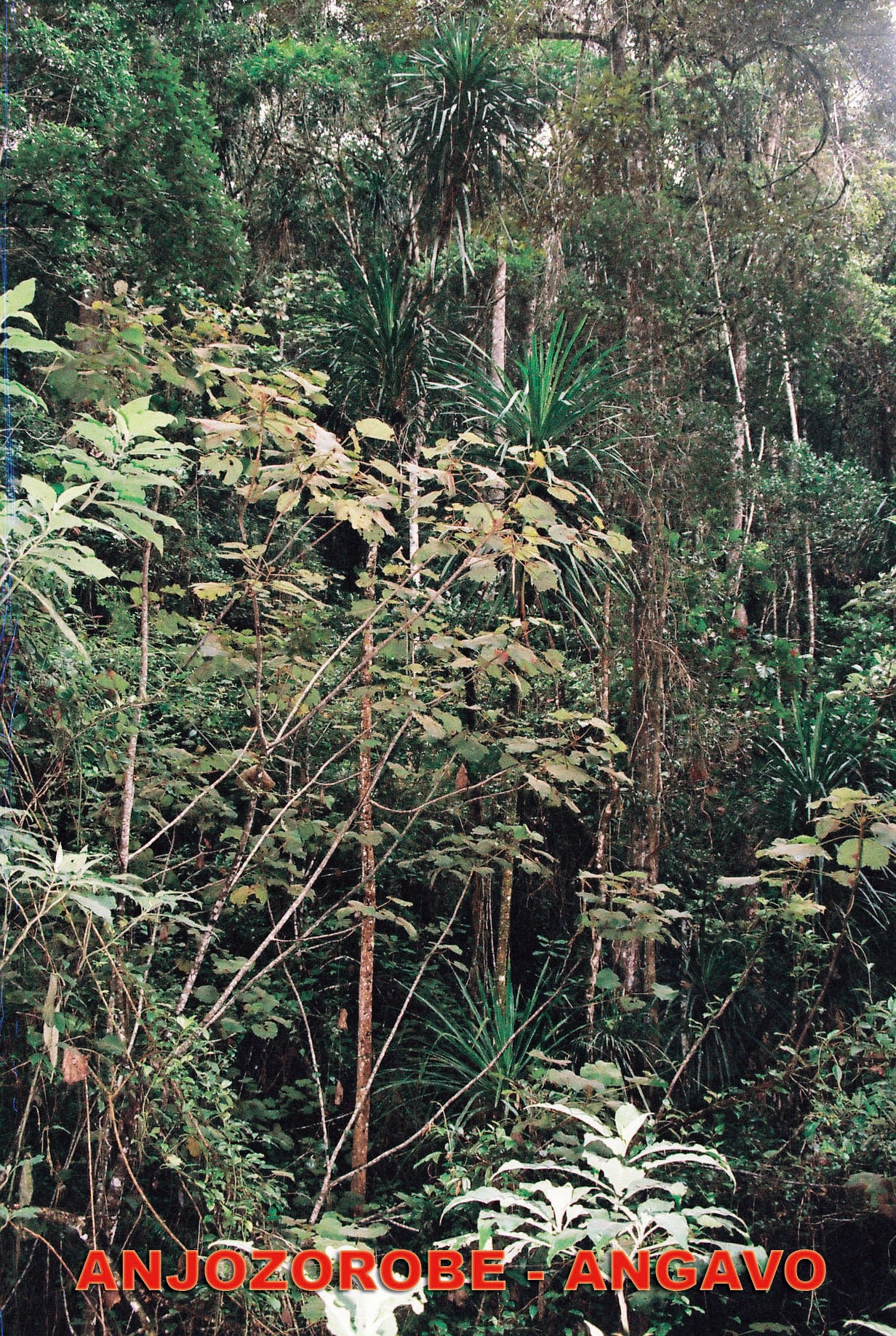
Forêt d'Anjozorobe

### Géomorphologie
Le relief d'Anjozorobe est caractéristique des Hautes Terres centrales de l'Imerina. On y relève trois grandes unités géomorphologiques :
- vers le nord-ouest et Anosivolakely

C'est le domaine des tampoketsa des croupes latéritiques sujettes au phénomène de l'érosion. Lorsque le sol est nu et que l'érosion atteint un stade avancé, il peut se former des lavaka, des ravins qui entaillent profondément le flanc de ces pénéplaines.
- au centre et à Anjozorobe-ville

De vastes bancs de rizière tapissent le fond des vallées entre lesquelles se succèdent les tanety, des collines de gneiss.
- vers l'est

Le relief présente une architecture plus accidentée. Il est limité par la falaise de l'Angavo, une faille qui délimite la frontière naturelle entre la province d'Antananarivo et celle de Tamatave.

### Climatologie
| Mois                       | Janv | Fév | Mars | Avr | Mai | Juin | Juil | Août | Sept | Oct | Nov | Déc | Année |
| -------------------------- | ---- | --- | ---- | --- | --- | ---- | ---- | ---- | ---- | --- | --- | --- | ----- |
| Températures moyennes (°C) | 21   | 21  | 21   | 20  | 17  | 16   | 15   | 15   | 17   | 19  | 19  | 21  |       |
| Source : Weatherclimat.com |      |     |      |     |     |      |      |      |      |     |     |     |       |

## Histoire

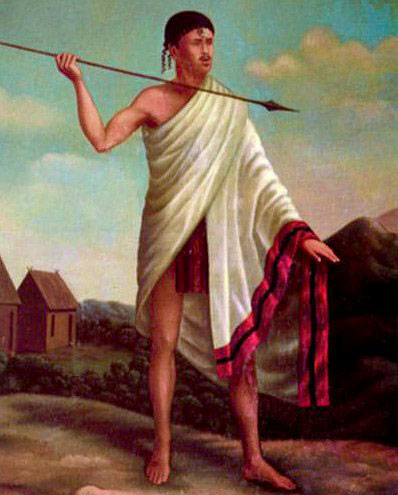
Le souverain Andrianampoinimerina

Frappé par la splendeur de son paysage, le roi Andrianampoinimerina y a établi son lieu de retraite où il venait se ressourcer, loin des tumultes de la capitale Antananarivo.
Anjozorobe est également un haut-lieu du nationalisme malgache. Les forêts de roseaux qui cachaient le fleuve de Mananara servaient de refuge aux troupes indépendantistes menalamba dirigées par Rabezavana. C'est à Anjozorofady, à quelques kilomètres au sud d'Anjozorobe, que Rabezavana et ses acolytes ont arrêté le prêtre bienheureux Jacques Berthieu avec la ferme détermination de lui faire abjurer sa foi chrétienne. Son refus catégorique entrainera son martyre ; son corps est jeté dans le fleuve Mananara qui traverse la ville d'Anjozorobe.

## Anosivolakely: le "Lourdes malgache"
Anosivolakely est un village situé à une dizaine de kilomètres au nord d'Anjozorobe, dont il dépend administrativement. En 1990, il a été le théâtre d'apparitions mariales dont un agriculteur originaire d'Ambatomanoina-Anjozorobe, Patrice Raharimanana, est l'unique témoin. Après lui avoir communiqué des versets du Nouveau Testament, la Vierge  Marie lui aurait demandé de bâtir une église à Anosivolakely pour que des "pèlerins de Madagascar et du monde entier viennent y adorer son Fils Jésus Christ".
Une grande partie des frais sera supportée par une association allemande : Missio. Son inauguration a eu lieu le 26 novembre 1995, jour de la fête du Christ-Roi.
Aujourd'hui, une instruction est en cours au Saint-Siège pour déterminer l'authenticité de ces apparitions mariales. L'archevêché d'Antananarivo considère avec bienveillance la croissance du nombre de pèlerins qui affluent de partout vers ce site marial.

## Personnalités
- Andrianampoinimerina: est le fondateur de la commune. Il la fit occuper par son cousin germain le prince Rabarafilo, originaire d'Ambatofisoarana.
- Rakalobe: princesse prétendante au trône de Madagascar. Elle s'établit quelques années à Ambatomanoina-Anjozorobe.
- Jacques Berthieu: missionnaire jésuite responsable de la région d'Anjozorofady et d'Anjozorobe entre 1894 et 1896. Béatifié par le pape Paul VI en 1965.
- Josoa Andriantsitohaina (1896-1976) Industriel et Grand Chancelier de la 1re République également Agents des Tabacs de Madagascar, sous la présidence (1960-1972) de Philibert Tsiranana, et son épouse Esther Ravonimanitra (1902-1972), qui eurent sept enfants (Aimée, Jacqueline, Esther Beby, Daniel Josoa Ramakason, Jean-Charles ou Charles, Jean-Aimé ou Coco et Hélène ou Fara), figurent parmi les premiers grands propriétaires terriens d'Anjozorobe à Andranolava à quelques kilomètres avant la ville. Il s'agit d'environ 88 ha qu'il rachetèrent à M. Vitry, colon de l'époque, dans les années 1950. Josoa Andriantsitohaina est le premier grand agriculteur de la région d'Anjozorobe, en tabaculture, riziculture ...
- Josoa Andriantsitohaina et Esther Ravonimanitra inaugurèrent en présence du gouvernement, du Temple FJKM d'Anjozorobe en 1970 avec le pasteur Philibert Razafitrimo ; ils inaugurèrent également la Résidence actuelle du Chef de District.
- Philibert Randriambololona, né à Anjozorobe le 1er mai 1927, archevêque malgache.
- Jean-Aimé Andriantsitohaina ou Coco (1931-1978) naquit à Anjozorobe le 19 août 1931, épousa Eliane Razafindratandra le 13 septembre 1958, ainsi naquirent leurs trois enfants : Patrick Josoa, Serge ou Naivo et Tiana Cora. Coco Andriantsitohaina décède le 13 mai 1978 à Paris au domicile de son frère Charles à Paris (France) dans le 8e arrondissement après chez son autre grand frère Daniel Andriantsitohaina rue de Miromesnil Paris (France) 8e.
- Serge Andriantsitohaina, né le 26 avril 1964, épouse Iony Soraya Andrianjakarivony le 16 septembre 1993, mariage dont sont issus trois enfants : Jean-Fabrice Heriniaina, Anjavola Tiffany et Jeremy Andinjaka. Serge Andriantsitohaina est le premier Maire de la Commune rurale d'Anjozorobe (1995-1999) élu démocratiquement, à l'avènement de la Troisième République sous la présidence d'Albert Zafy. À l'issue de son mandat, il inaugura avec le Premier Ministre Tantely Andrianarivo (sous la présidence de Didier Ratsiraka), la centrale hydro-électrique de la Jirama (Jiro sy Rano Malagasy ou Eau et Électricité de Madagascar), la réhabilitation du lycée et l'installation de la dentisterie d'Anjozorobe, et était soutenu par toute la famille Andriantsitohaina. Entre autres réalisations.
- Serge Rajaobelina initia le projet ONG Fanamby durant le mandat de Serge Andriantsitohaina. Ce projet fut voté à l'unanimité par le conseil communal.
- Amboasarian'ala est un fokontany de la commune rurale d'Anjozorobe. La famille Rahamefy, Francine Rahamefy, épouse Claude Ranarivelo, Jeanne Rahamefy, épouse feu Gérald Donque, Gabriella Rahamefy   y possèe  plus de 3000 ha et le domaine fait partie des sites protégés, domaine qui rejoint la forêt primaire de l'est vers Andasibe. Sonia Gothlieb épouse Thierry Ranarivelo ont à une période exploité le site de manière touristique.

## Galerie de photos

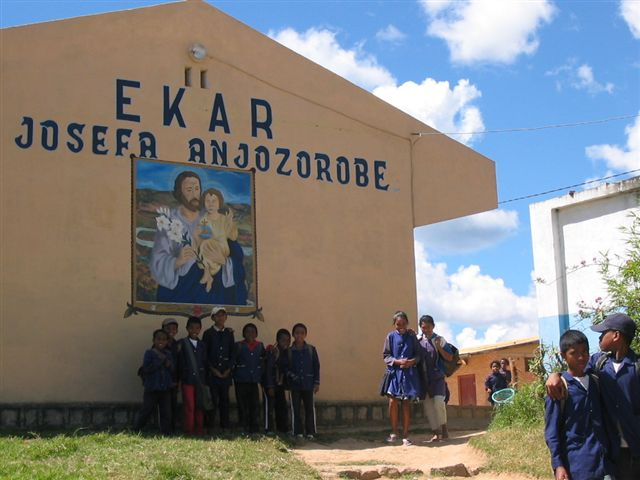
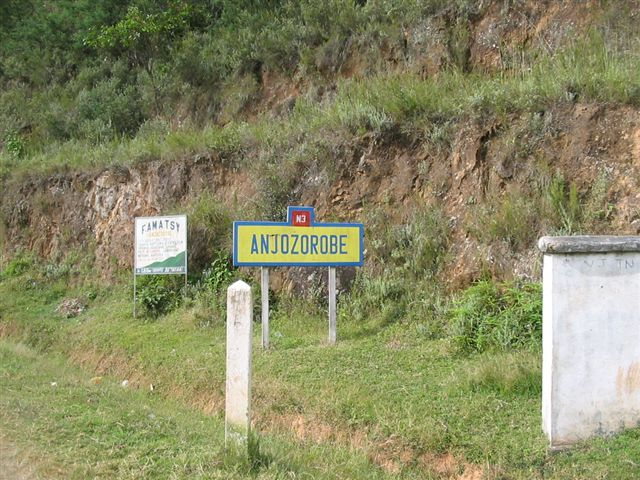
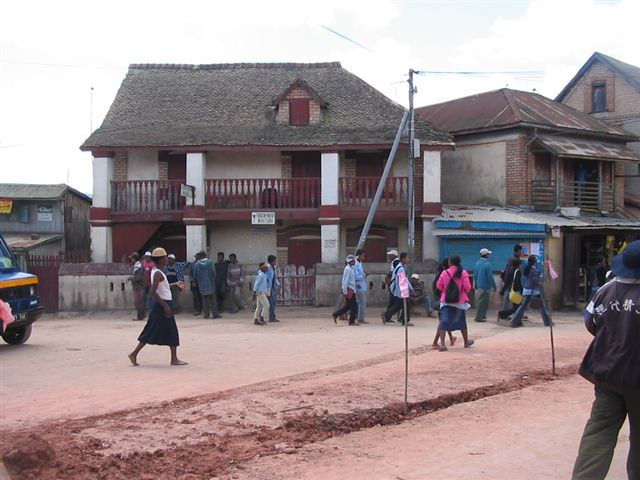
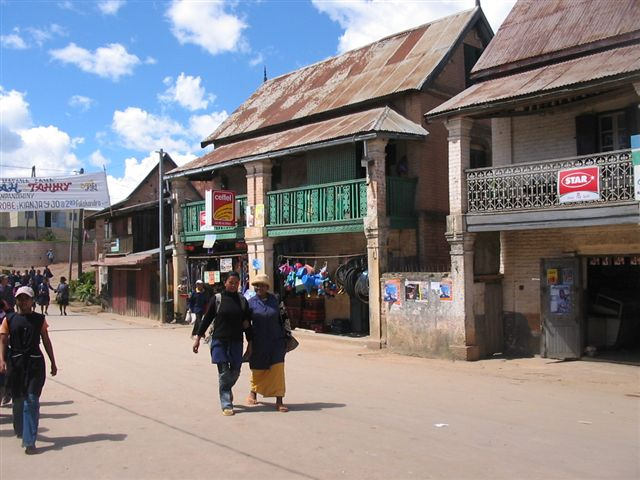
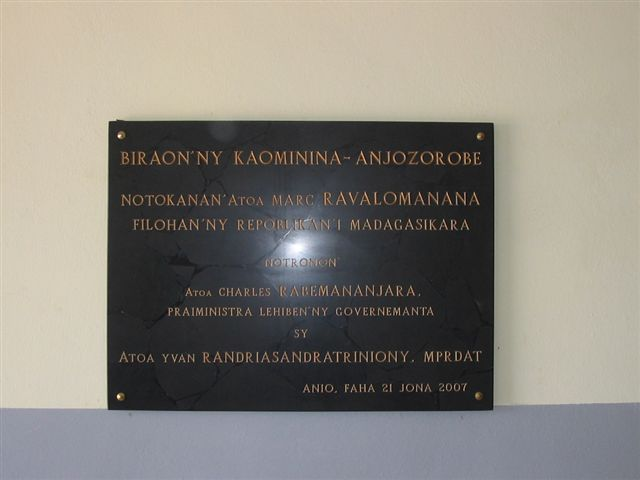
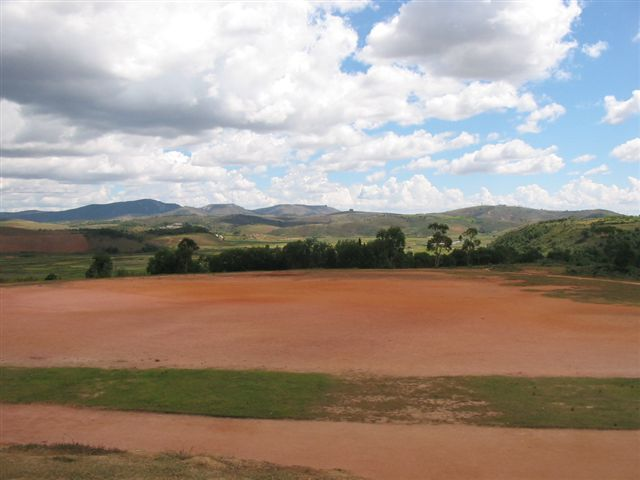
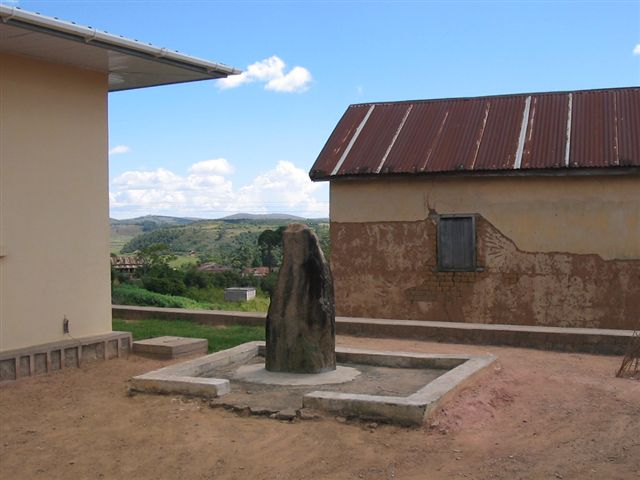
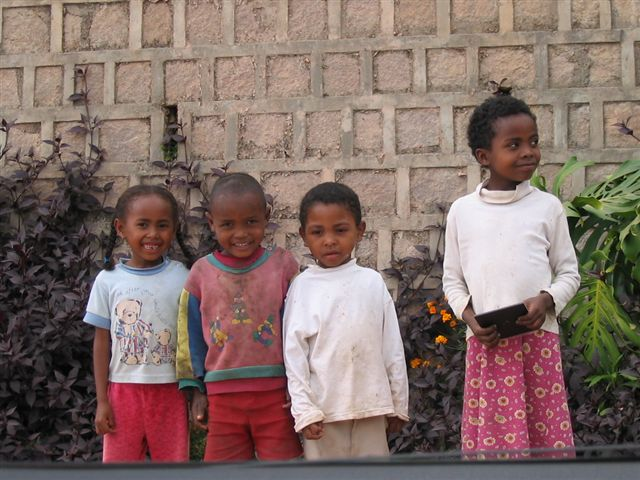
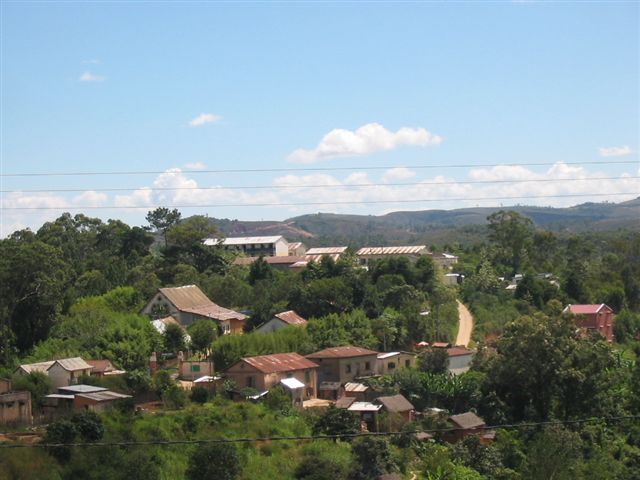
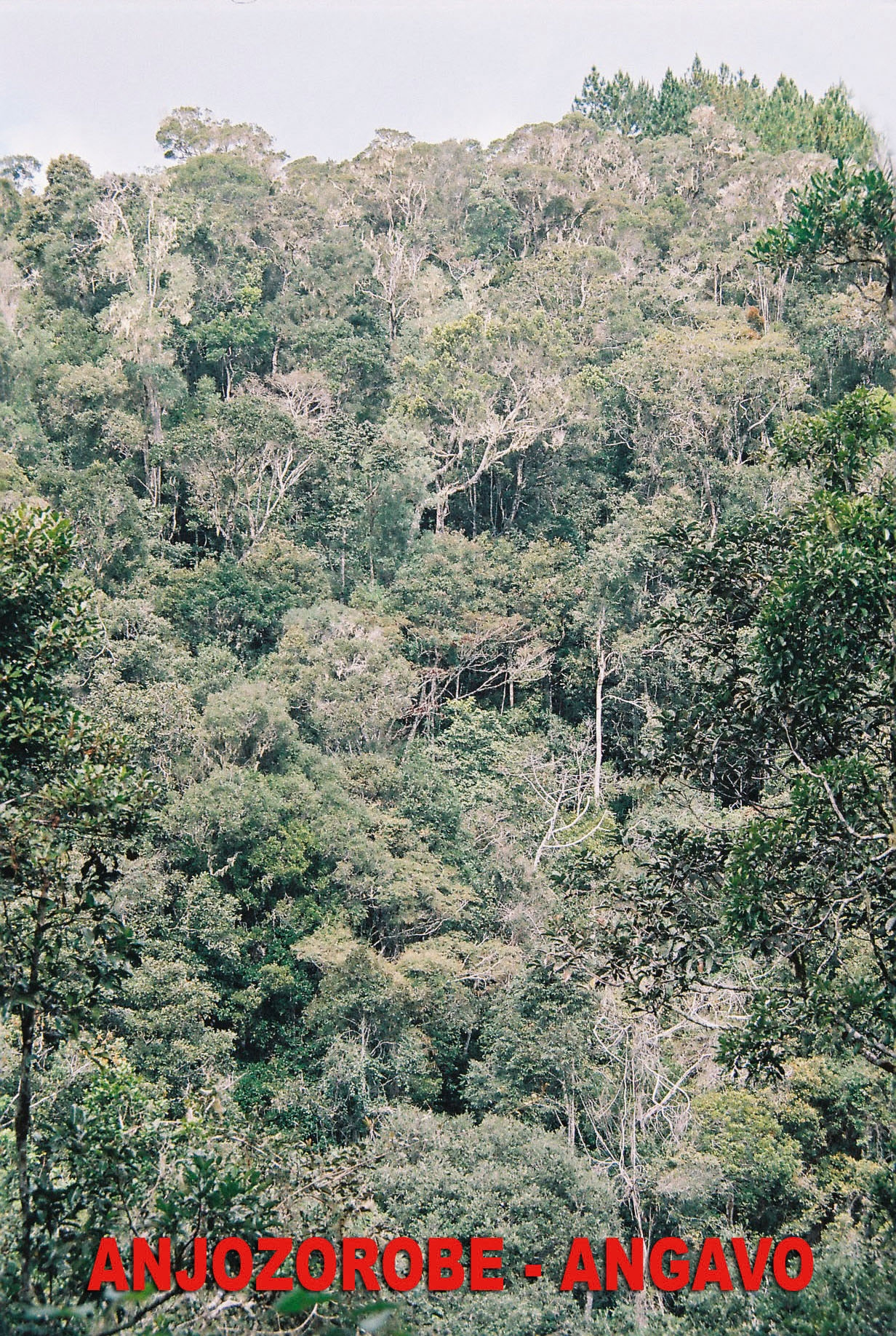
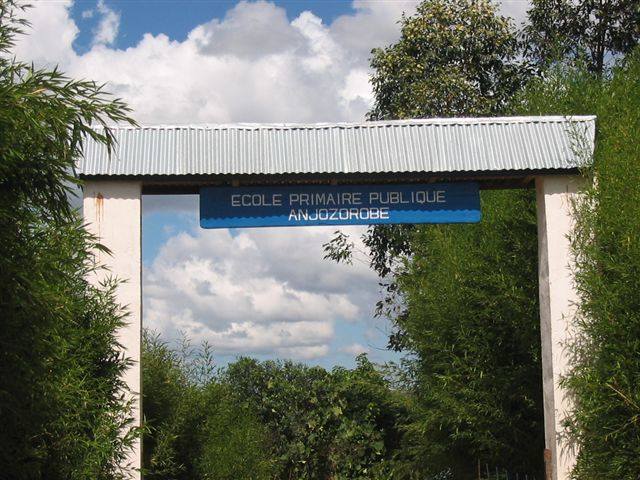
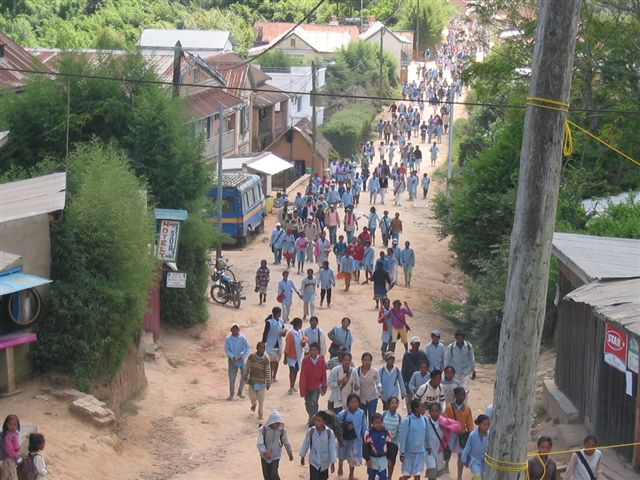
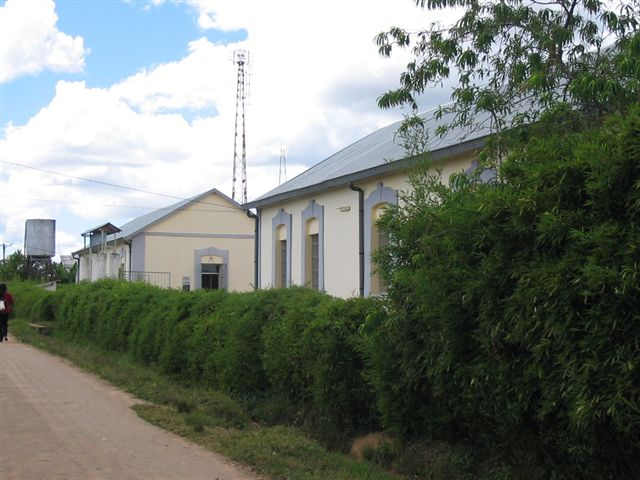
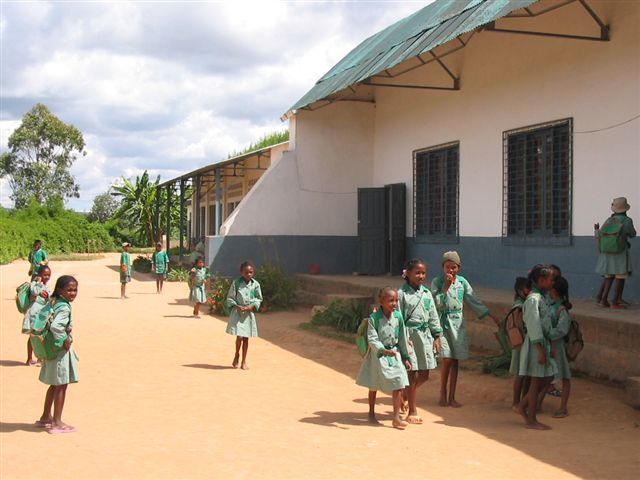
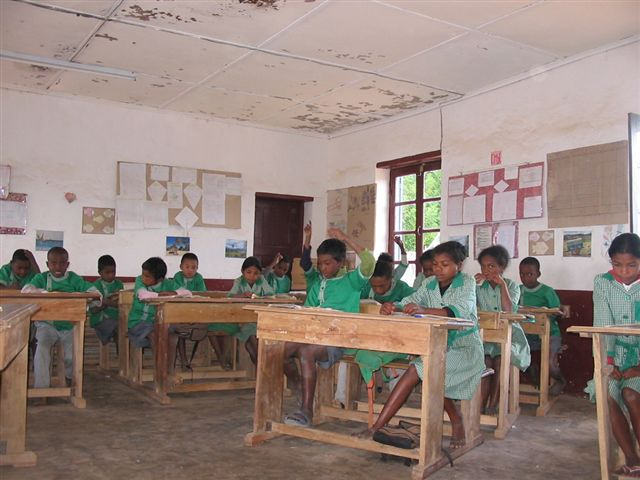
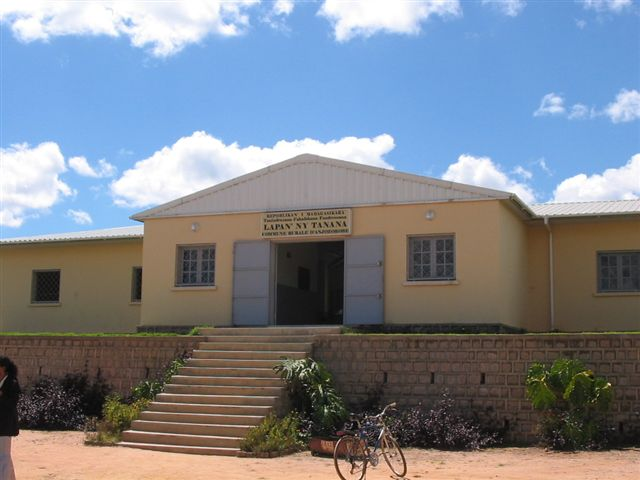
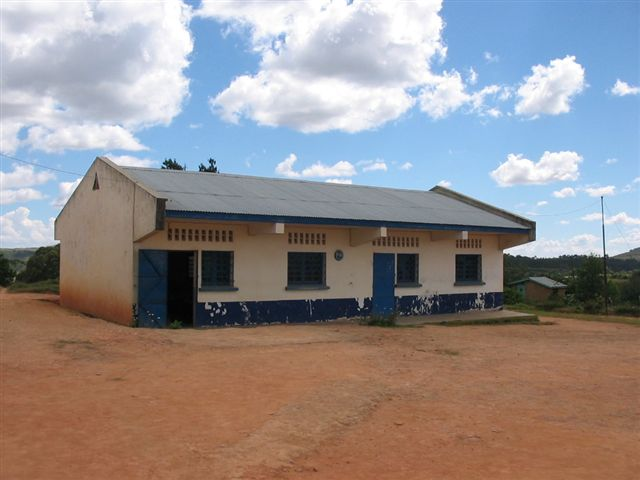
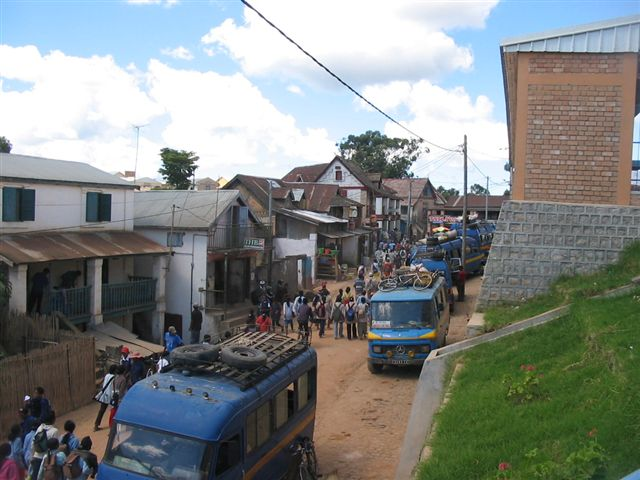
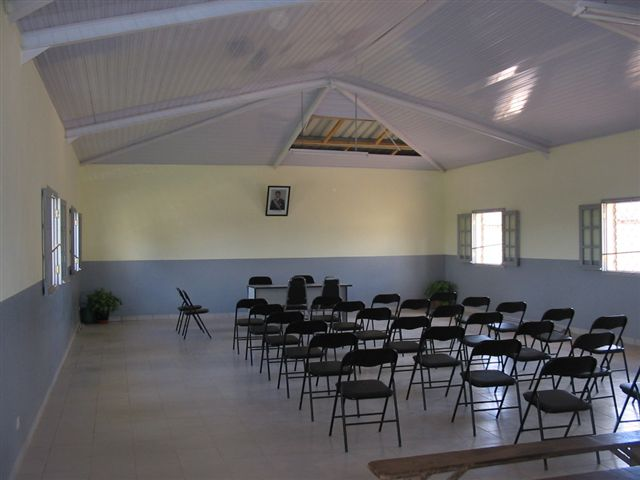
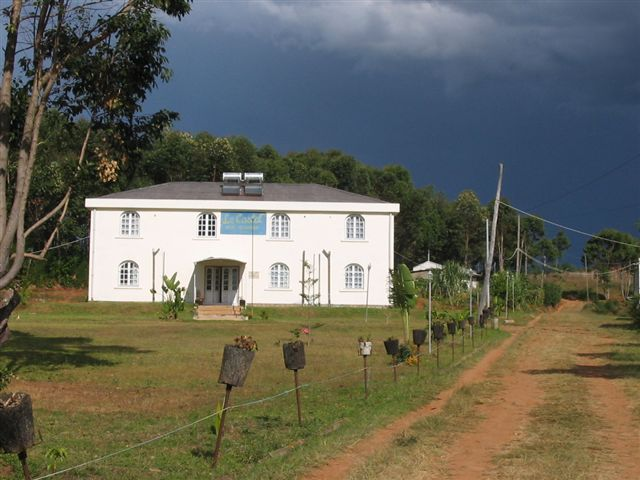
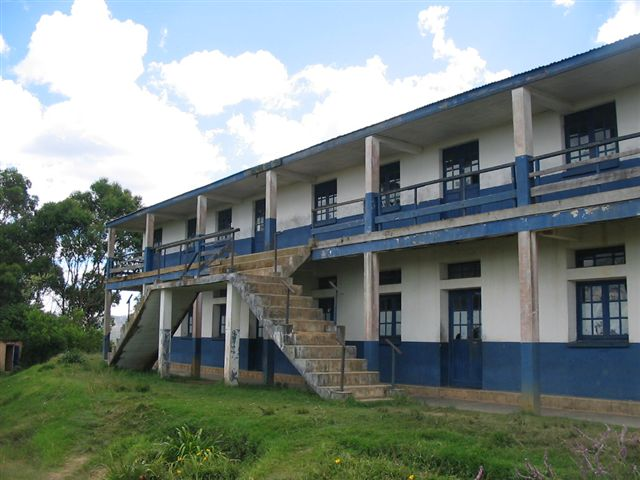
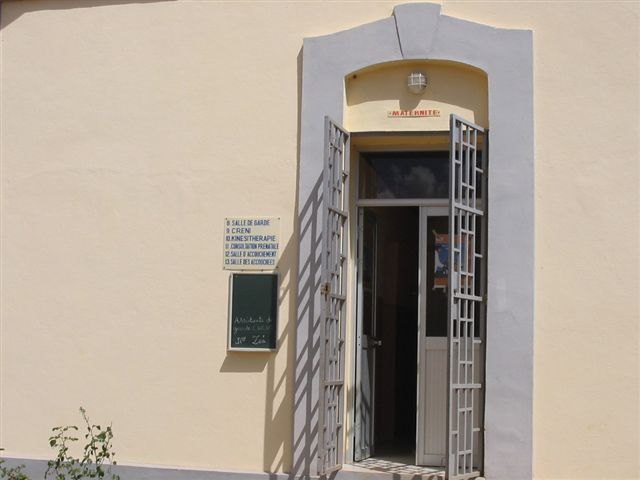
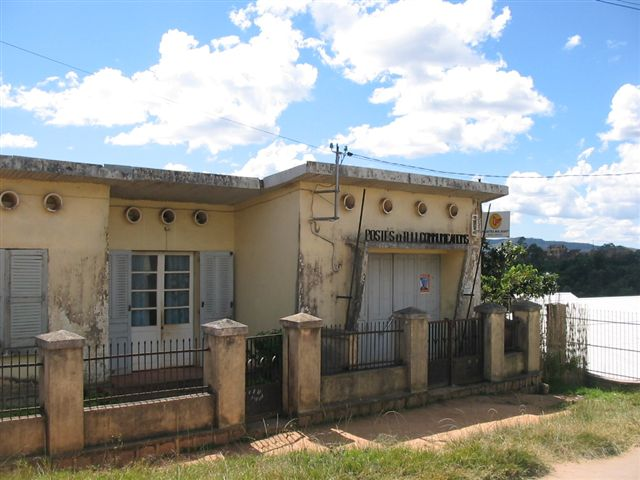
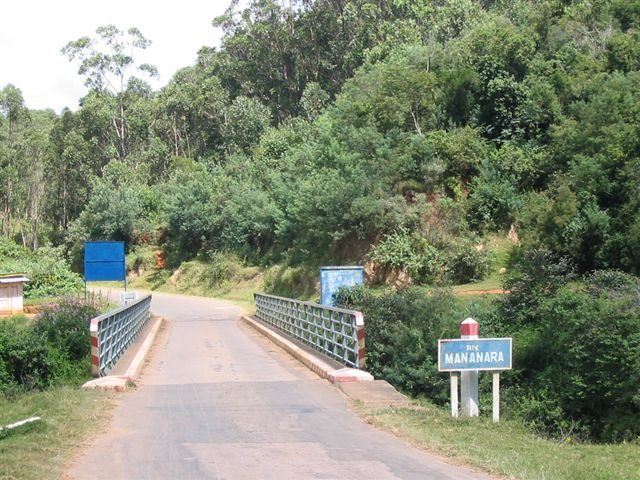
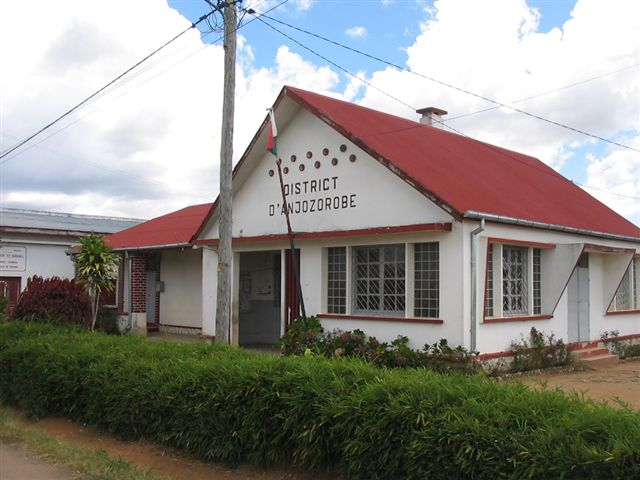
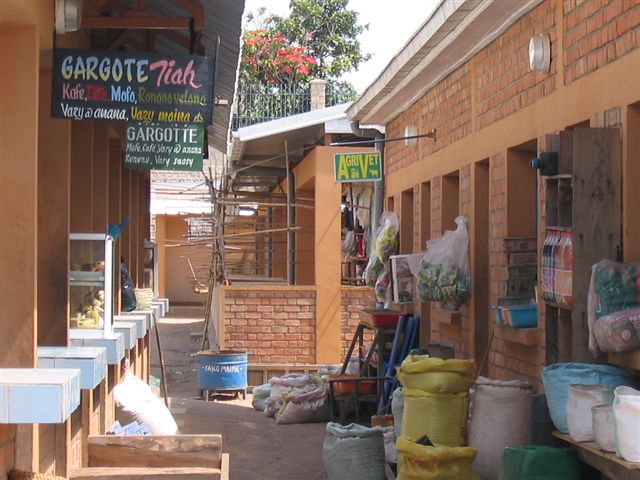
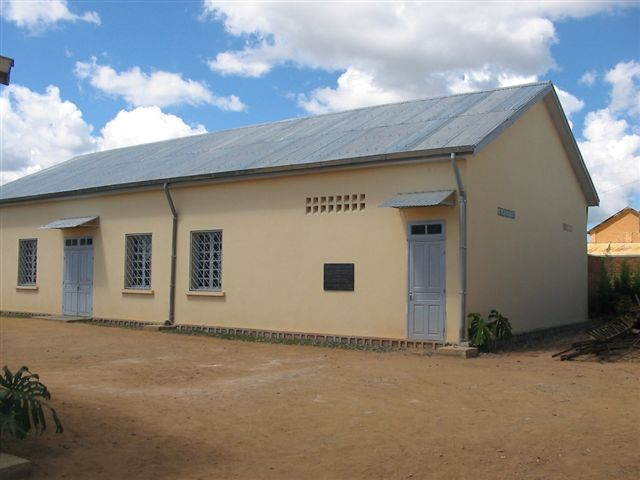
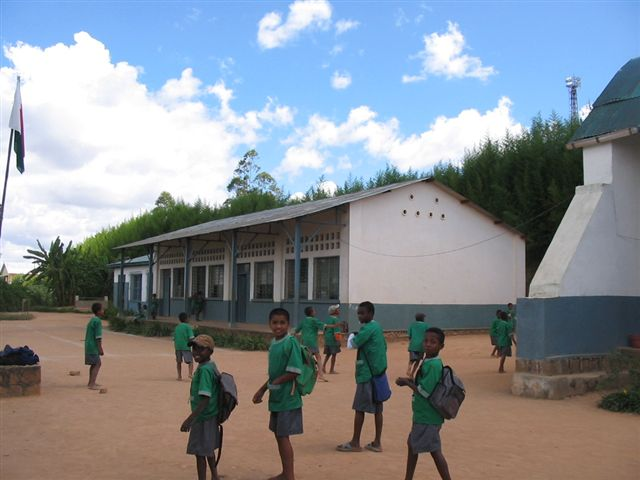
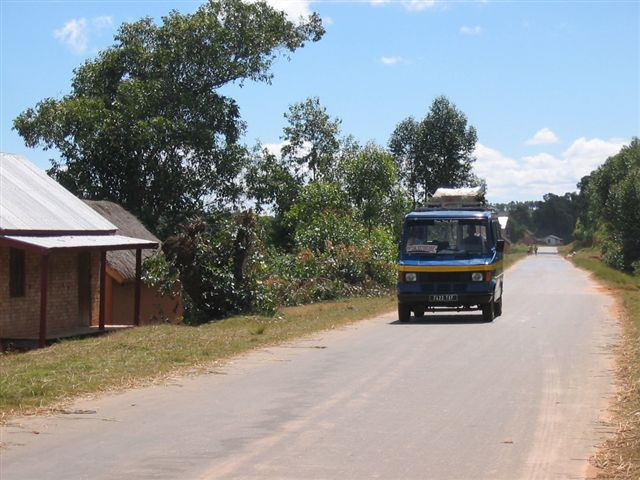
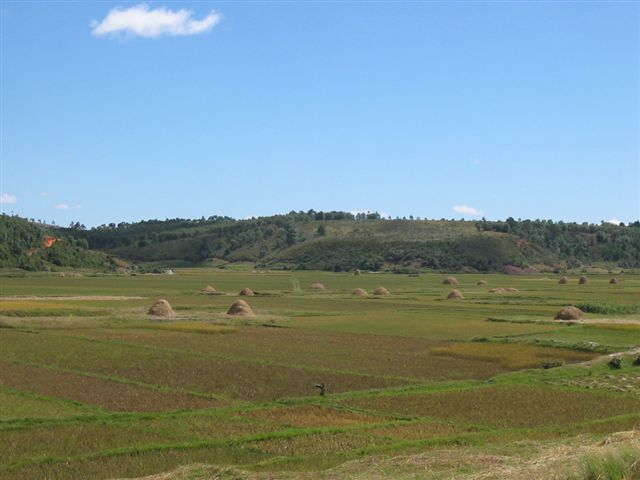
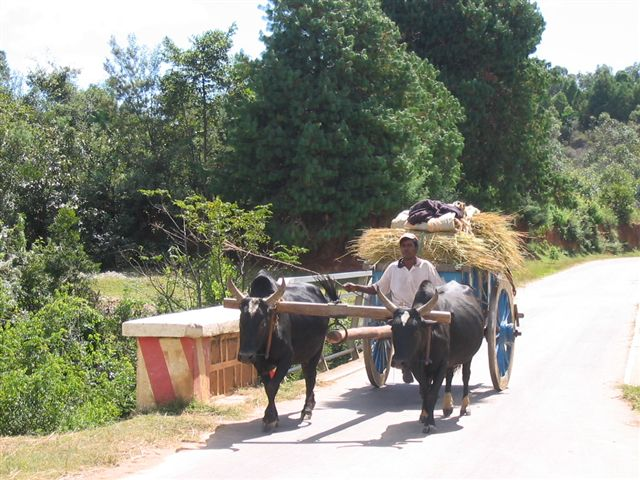
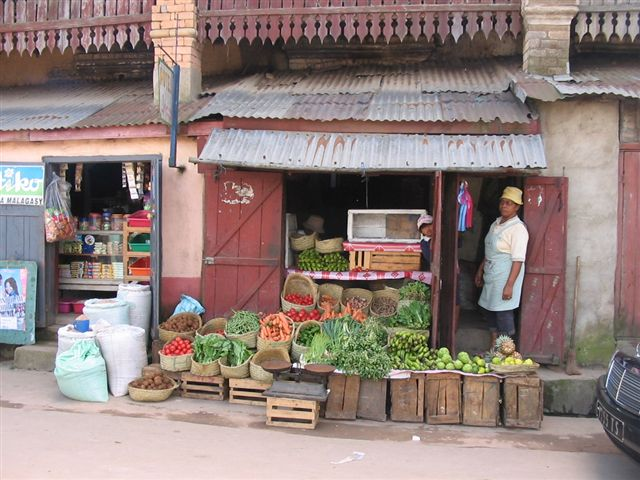
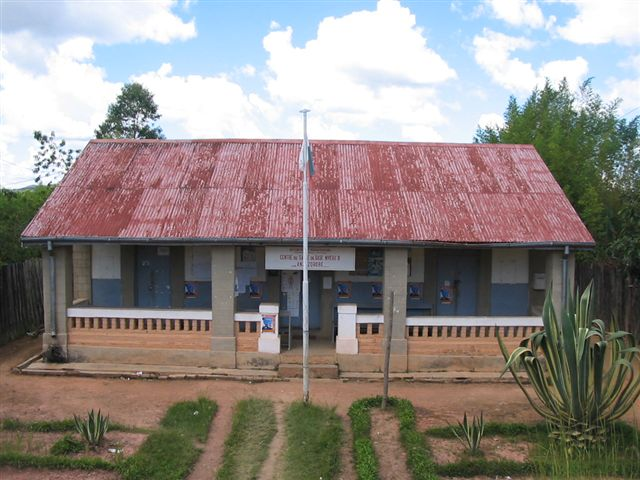
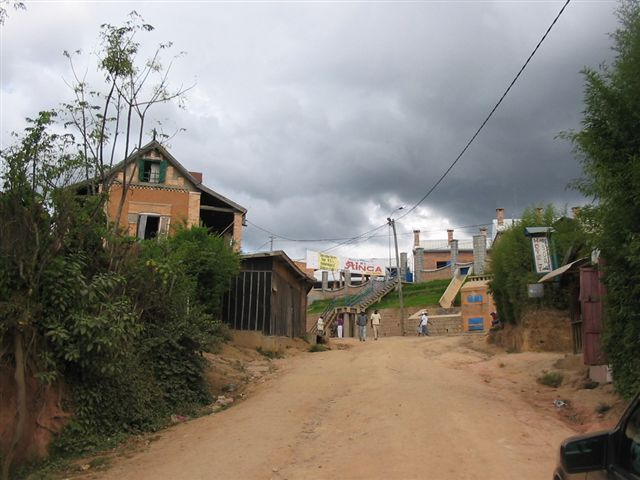
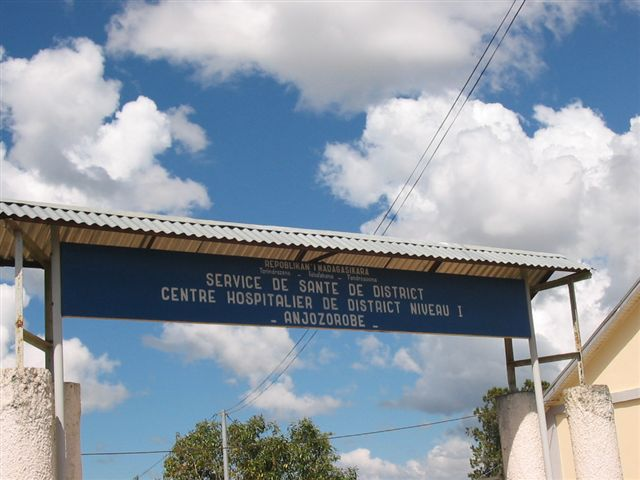
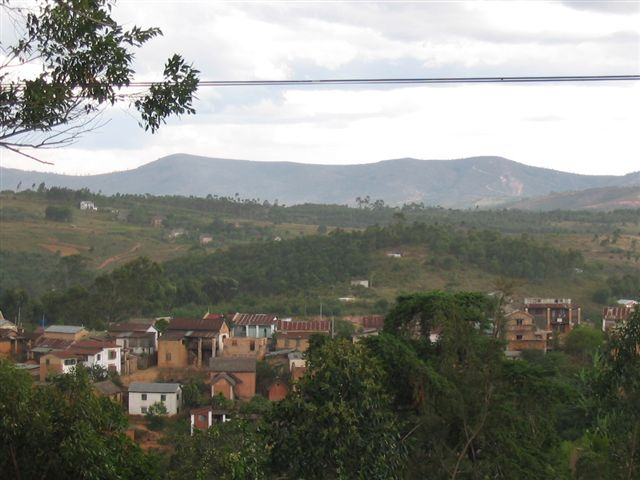
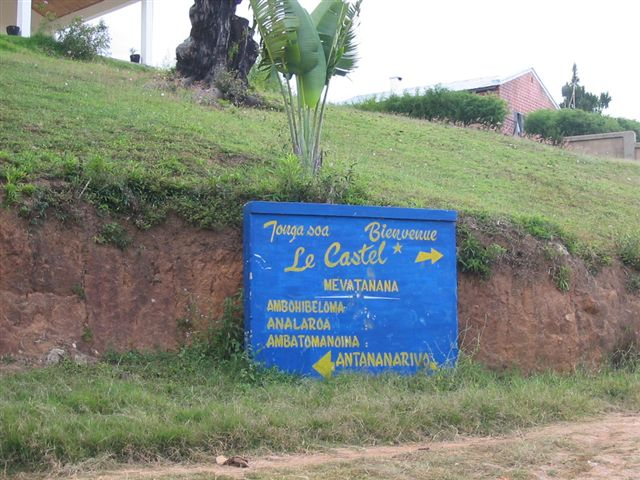